# دييغو ماتيو زاباتا
دييغو ماتيو زاباتا (بالإسبانية: Diego Mateo Zapata)‏ هو طبيب وفيلسوف إسباني، ولد في 1 أكتوبر 1664 في مرسية في إسبانيا، وتوفي في 1745 في إشبيلية في إسبانيا.